# Aneta Firlej-Buzon
Aneta Firlej-Buzon – polska bibliolog, dr hab. nauk humanistycznych, adiunkt Instytutu Informacji Naukowej i Bibliotekoznawstwa Wydziału Filologicznego Uniwersytetu Wrocławskiego. W 2020 r. została dyrektorem Instytutu Informacji Naukowej i Bibliotekoznawstwa, zastępując na tym stanowisku Bożenę Koredczuk.

## Życiorys
W latach 1995-1997 ukończyła studia bibliotekoznawstwa i informacji naukowej, oraz kulturoznawstwa na Uniwersytecie Wrocławskim, 14 listopada 2000 obroniła pracę doktorską Dokumenty życia społecznego w teorii i praktyce bibliotekarskiej w Polsce, 18 listopada 2014 habilitowała się na podstawie pracy zatytułowanej Druki ulotne i okolicznościowe jako źródła do badań dziejów i kultury Dolnego Śląska lat 1945-1956.
Była zatrudniona na stanowisku dyrektora w Instytucie Informacji Naukowej i Bibliotekoznawstwa na Wydziale Filologicznym Uniwersytetu Wrocławskiego. Od 2024 roku jest prodziekanem ds. studiów stacjonarnych i jakości kształcenia Wydziału Komunikacji Społecznej i Mediów Uniwersytetu Wrocławskiego.